# كانتون فالنسيا
كانتون فالنسيا (بالإنجليزية: Valencia Canton)‏ هو كانتون في الإكوادور، يتبع مقاطعة لوس ريوس.